# Aéroville
Aéroville est un centre commercial situé sur les communes de Tremblay-en-France et Roissy-en-France, à la croisée de l'autoroute A1 et de la Francilienne et en bordure de l'aéroport de Paris-Charles-de-Gaulle. Avec une surface de 84 000 m², Aéroville est le 23e plus grand centre en France et comprend 141 boutiques, 33 restaurants, un hypermarché Auchan avec drive et un   multiplexe Pathé Cinemas. Il a été inauguré le 16 octobre 2013 et est ouvert tous les dimanches de l'année. Une particularité du centre commercial Aéroville est la possibilité d'observer les décollages et atterrissages de l'aéroport de Paris-Charles-de-Gaulle à partir du parking sur le toit du site.[réf. nécessaire]

## Accès
10 lignes de bus rejoignent le centre à partir de la gare Aéroport Charles de Gaulle 1 et la gare du Parc des Expositions.
Aéroville est aussi accessible par l'autoroute A1, l'autoroute A3, l'A86 et la Francilienne, à quelques minutes de l'aéroport de Paris-Charles-de-Gaulle.

## Historique
Depuis 2007, le projet de construction d'un centre de commerces et de services au sud de la plate-forme aéroportuaire sur la zone de fret divise et provoque la polémique parmi les habitants et les élus locaux.
Un premier projet est dessiné par l'architecte Christian de Portzamparc. Le centre s'étend alors sur une surface de 5 hectares (49 986 m2). Il doit accueillir l’enseigne Auchan avec un drive sur une surface de 15 000 m2, 30 restaurants, des boutiques haut de gamme, mais également des services non marchands comme une antenne postale, une garderie, une salle de sport et un cinéma multiplexe exploité par EuropaCorp qui comprendra 12 salles et qui pourra accueillir 2 500 personnes. Il y aura aussi un parking de 4 700 places. L'ensemble sera dissimulé par une toiture « ondulant comme un manteau » selon l'architecte et encadré d'un jardin paysager et d'une coulée verte. Finalement, le projet de l'architecte est abandonné par le promoteur, car jugé trop complexe à réaliser. La maîtrise d'œuvre est reprise en janvier 2010 par l'architecte Philippe Chiambaretta.
Selon son concepteur, Unibail-Rodamco, il est conçu pour attirer les touristes dans des boutiques de luxe et les employés de la plate-forme, qui souffrent d'un déficit commercial et de services. Cependant, vu la saturation actuelle des voies d'accès routières à l'aéroport, l'accroissement exponentiel des problèmes de circulation est dénoncé, et les petits commerçants estiment que le projet « transformera les centres-villes des environs en ghettos », le commerce local ne pouvant, selon eux, survivre à cette nouvelle offre, qui s'additionne à une surreprésentation dans le secteur des grandes surfaces, en particulier au nord de la Seine-Saint-Denis (Parinor, Paris-Nord II au sud, centre commercial de Claye-Souilly à l'est),. Ces arguments n'ont toutefois pas été retenus par les commissions départementales puis nationale d'urbanisme commercial. Cette dernière a autorisé en juillet 2008 ce projet, qui devrait permettre la création de 2 500 emplois et de mieux satisfaire les besoins des voyageurs (à l'époque, les concepteurs prévoyaient 80 millions de passagers à Roissy en 2012 : ils sont 60 millions) ainsi que des nombreux salariés du pôle d'emploi de Roissy-CDG.
Initialement prévu pour ouvrir en 2011, sa concrétisation est repoussée à l’automne 2013. Devant générer 2 000 emplois immédiats et 2 600 à terme, le site devrait dégager « 450 à 500 millions d'euros de chiffre d'affaires par an », selon Michel Dessolain, directeur général de la stratégie Unibail-Rodamco.
Le centre commercial est inauguré le 16 octobre 2013.
Parti avec un objectif de 12 millions de visiteurs annuels, Aéroville en affiche 8,5 pour l'année 2015 (+ 16 % par rapport à 2014) avec 40 % du flux hebdomadaire le week-end dont 21,8 % le dimanche.
En 2019, la fréquentation s'élève a près de 9,2 millions de visiteurs. Le début de l'année 2020 marque la cession partielle d'Aéroville à une coentreprise composée du  Crédit Agricole Assurances et le Groupe La Française .